# Granada Lions

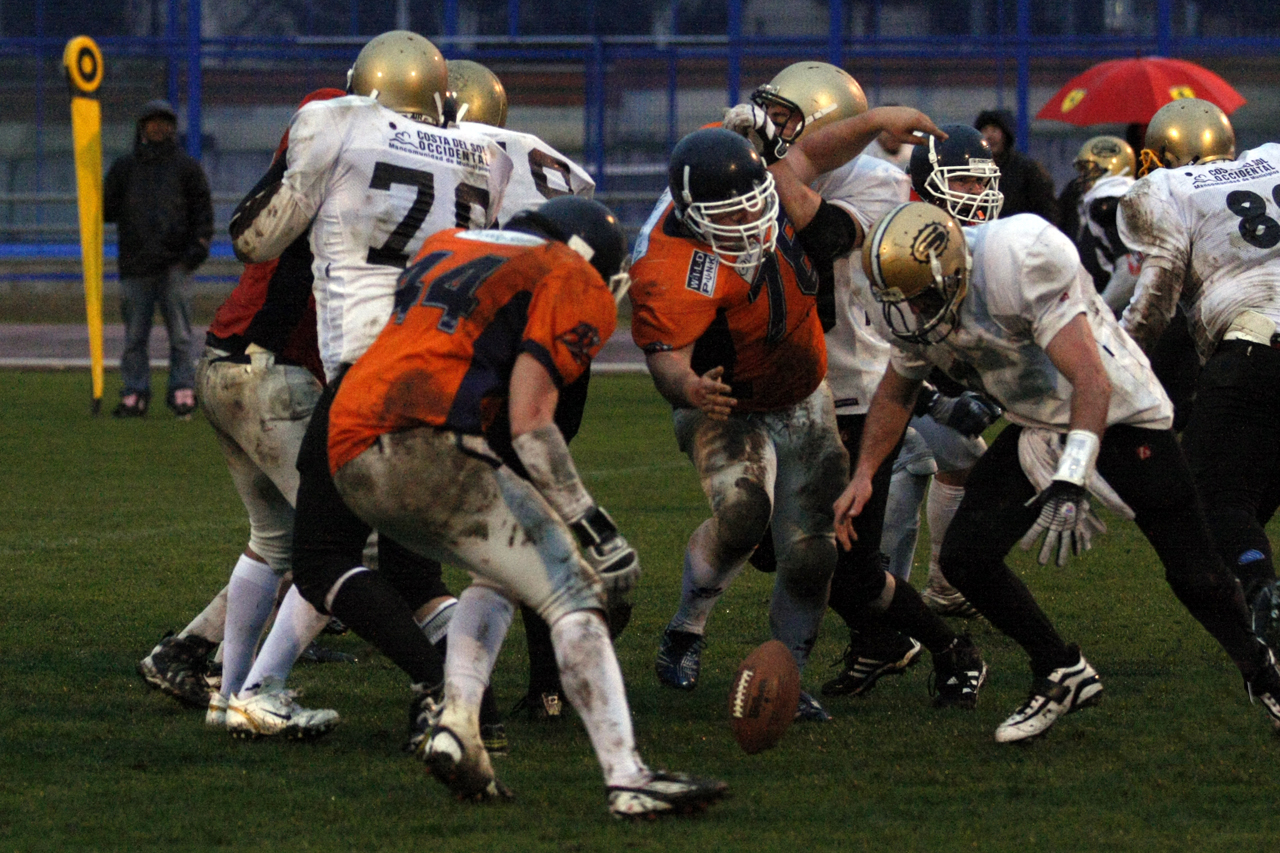
Los Lions en un partido contra Marbella Suns.

Los Granada Lions (español: Leones de Granada) son un equipo de fútbol americano de Granada (Andalucía) que participa en la Serie C de la LNFA.

## Historia
Fundación - Primeros años
El 2 de febrero del 2001, Alfonso Bravo Molina junto a un grupo de exjugadores de Granada Sarracenos fundaron el club Granada Universitarios con la intención de crear un equipo enfocado a mantener un número fijo de jugadores durante el mayor tiempo posible, gracias a una mejor gestión para los jugadores, independiente del nivel deportivo. Se eligió el nombre de Universitarios para recordar siempre la característica que mejor definía y ha definido a los jugadores del equipo. Este nombre se mantiene a fecha de hoy como nombre administrativo, aunque su nombre deportivo se modificó a Granada Lions en honor a la ciudad, famosa por la Alhambra y su Patio de los Leones; manteniendo así también la tradición del fútbol americano de adquirir un nombre de animal que le represente.
Tras varios meses de entrenar en descampados y patios de residencias y colegios se celebró el primer partido amistoso contra Sevilla Linces, que acabó con una victoria de Linces por 54 a 20. En junio del mismo año se solicitó al Patronato de Deportes de Granada la concesión de un campo de hierba para entrenar y competir, cediéndoles la mitad del Estadio de la Juventud, que debían compartir con Granada Sarracenos.
El 27 de octubre de 2001 jugaron el primer partido de la Liga Andaluza en Granada contra Linces B. El resultado final: 20-19. El resto de la Liga Andaluza continuó con derrotas frente a Sarracenos y Linces A y con una primera victoria, ante Linces B, que los colocó en la tercera posición de la clasificación final.
En la misma campaña organizaron el I Torneo Ciudad de Granada en el cual derrotaron a Valencia Firebats, y son derrotados en la final por Las Rozas Black Demons, 20-24. Finalmente como broche a la temporada celebraron un partido amistoso con Linces de Sevilla, entonces campeones de Andalucía, a los que derrotan por 37 a 33. 
El inicio de la siguiente temporada fue duro. Varios jugadores abandonaron el club y las nuevas incorporaciones no terminaron de rendir. Esto provocó una mala clasificación en la Liga Andaluza y una importante reconstrucción del equipo. En el Torneo Ciudad de Granada se repite el subcampeonato, mientras que a nivel nacional, Granada Universitarios junto a equipos como Las Rozas Black Demons, Coslada Camioneros, L'Hospitalet Pioners B y otros intentan organizar una nueva competición en formato 7x7 de nivel nacional a modo de 2ª división. Como broche de la temporada y preludio de la siguiente, el equipo júnior conquistó la I Liga Andaluza Junior, con una gran actuación.
En la siguiente temporada nace la LNFA 2 en la cual participan a una gran nivel, quedando clasificados en 5º puesto, de un total de 16 equipos.
En la campaña 2004-05 consiguen el primer título del equipo sénior, ganando la Liga Andaluza y repiten la excelente temporada en LNFA 2, logrando en esta ocasión un cuarto puesto, clasificándose para playoffs.
La temporada 2005-06 el club consiguió ser admitido en la LNFA, máxima categoría del fútbol americano nacional y con acceso a las competiciones europeas, gracias al apoyo financiero de una serie de patrocinadores. La participación, sin ser brillante fue digna dado el nuevo nivel al que el equipo se enfrentaba. El equipo quedó clasificado en último lugar pero consiguió ir progresando durante la temporada.
La temporada 2006-07 el club mejoró su situación económica y su estructura.
La temporada 2008 fue de una gran mejoría en la LNFA y en la sección júnior donde se llegó a la Final Four de la LNFA JR, quedando finalmente en cuarta posición. El equipo sénior se colocó en la final de la Liga Andaluza, a pesar de que se produjo un triple empate junto con Sevilla Linces y Marbella Suns. En un gran partido, Lions ganó 36 a 21 a Suns y se clasificó para dicha final, que perdería frente a Sevilla Linces 18 a 0. Al comienzo de la liga dejaba el equipo el entrenador de origen canadiense Rafael Peña, que es sustituido por el mexicano Álvaro "Taco" Quezada. Exjugador de los Aztecas UDLA y entrenador asistente en varios equipos mexicanos, actuó como entrenador y quarterback durante la LNFA. El equipo consiguió en dicha competición su primera victoria y su mejor clasificación hasta la fecha, acabando la liga regular en séptima posición. 
En la temporada 2009, aunque comenzó perdiendo contra Suns al comienzo de la liga andaluza, consiguió clasificarse para la final, que jugaron contra Suns y en la que los Lions fueron derrotados por el equipo marbellí. La LNFA fue difícil para el equipo granadino, por la falta de jugadores en el roster del equipo. Aun así, los jugadores aguantaron al pie del cañón con el equipo, afrontando la LNFA con coraje y valor. En el apartado júnior, Lions vuelve a llegar a la Final Four, pero debido a su escaso roster no logran pasar del 4o puesto, plantando cara a los a priori favoritos, los Barcelona Búfals, en semifinales. 
La temporada 2010-2011, Lions vuelve a ganar la Liga Andaluza consiguiendo tres victorias en tres partidos. La final contra Sevilla Linces, presenciada por unos 1000 espectadores, se decidió en los últimos instantes de la prórroga. La falta de entrenador principal les hace estancarse a nivel nacional terminando la temporada con 1 victoria, 1 empate y 6 derrotas (dos de ellas por menos de 6 puntos). Granada Lions JR vuelve a lograr el pase un año más a la Final Four de la LNFA JR.
La temporada 2011-2012 el club estuvo a punto de no poder salir a competir, por falta de apoyos económicos, tanto de instituciones públicas, como de patrocinadores. Al final gracias a algunos jugadores, se decidió inscribir al equipo en LNFA. Gracias al dinero aportado de cada jugador. La temporada 2011-12 fue una de los mejores a nivel de resultados deportivos, proclamándose el equipo sénior por tercer año consecutivo campeones de Andalucía, y quedando como quinto clasificado en LNFA, pudiendo así luchar por el ascenso a LNFA ÉLITE, en el partido de cuartos de final tocó viajar a Mallorca para jugar contra Voltors, desplazando solo a 14 jugadores, que se tuvieron que pagar de su bolsillo los gastos de dicho desplazamiento, y aun así estuvieron a punto de dar la sorpresa y ganar ante unos Voltors que, con 40 jugadores en el campo y ante 1300 espectadores, estuvieron todo el encuentro contra las cuerdas.
El ascenso a LNFA Serie A y la consolidación como club
La temporada 2012-2013 es sin duda la mejor temporada del club, con un crecimiento deportivo e institucional muy importante. En esta temporada se consigue el campeonato de la LNFA y el ascenso a la élite del fútbol americano nacional, donde solo juegan los 6 mejores equipos de España. El equipo comienza con derrotas en Mallorca, en la última jugada del partido, y en Granada ante Sevilla Linces con un safety. Una histórica victoria ante Murcia Cobras en Granada parecía enderezar el rumbo, pero una abultada derrota en Coslada contra Camioneros devolvía al equipo a una mala clasificación. Una gran segunda vuelta con victorias ante Mallorca, Linces y Camioneros, con una única derrota en Murcia, conseguía clasificar al equipo para playoffs, donde se presentaba como “Cenicienta”. Tras derrotar a Búfals en casa en cuartos de final, el equipo viajaba a Gijón a enfrentarse con el gran favorito al ascenso desde el principio de la temporada, que llegaba contando todos sus partidos por victorias. Los leones sorprendían ganando con un field goal anotado a escasos segundos para el final por Eric Murphy (uno de los jugadores americanos, junto al entrenador y quarterback Chris Harris y el corredor Andrew Alan Reza, que ayudaron en gran parte al éxito del equipo). Con esta victoria se consigue el factor campo para la final, que se disputa en Granada ante más de 1000 personas entregadas que celebraron por todo lo alto cuando Lions se alzaba con la victoria ante Rookies, y por tanto el campeonato de LNFA y el ascenso. En cuanto a otras categorías, se vuelve a crear la sección júnior, disputando varios partidos durante la temporada.
En la temporada 2013-2014 el equipo empieza dando la cara desde el primer partido, perdiendo en la prórroga en Valencia contra Firebats, y en casa contra Osos de Madrid perdiendo por 4 puntos. Después la lesión del único fichaje de la temporada, el quarterback americano Brian Wilbur que le dejaría KO toda la temporada, hizo cambiar la forma de jugar del equipo, que se había preparado para usar más juego aéreo que terrestre. Este contratiempo mermó las opciones ofensivas y provocó que el equipo no pudiera permitir errores si quería conseguir la victoria. El equipo pudo pelear y disputar todos los partidos de tú a tú, pero los big plays del resto de equipos terminó cansando a la secundaria nazarí, y dejando el casillero de victorias vacío. Este año se consolida el equipo júnior, y se crea el femenino. Además, dos jugadores del club son convocados con el combinado nacional: Ángel Ayuso Guardia y Vanesa Rodríguez Leiva, siendo ésta la primera mujer del club granadino convocada por la selección. En segundo plano pero no menos importante Francisco Javier García “Ochoa”, presidente y coordinador de defensa y ataque del equipo nazarí, es convocado como miembro del personal técnico de la selección española de fútbol americano siendo habitual en todas las convocatorias de la sección. 
En la temporada 2014-15, descienden a la LNFA Serie B.
En la temporada 2021-22, se proclamaron campeones de la Liga Andaluza tras ganarle a los  Mairena Blue Devils.